# Kfz-Kennzeichen (Bahrain)

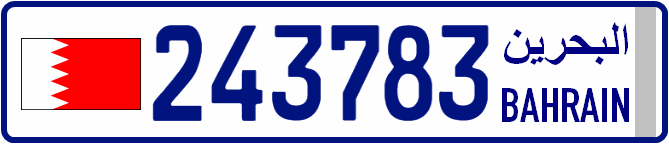
Bahrainisches Kfz-Kennzeichen

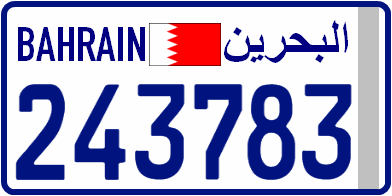
Kennzeichen in US-Größe

Bahrainische Kfz-Kennzeichen entsprechen dem europäischen Standardmaß. Die aktuell vergebenen Schilder wurden im Juni 2010 eingeführt. Am linken Rand zeigen sie die Flagge Bahrains, es folgt eine dunkelblaue sechsstellige Ziffernkombination. Am rechten Rand des Schildes erscheint der Landesname in lateinischen Buchstaben sowie in arabischer Schrift (البحرين). Bei Schildern in US-Größe und Kennzeichen für Zweiräder befinden sich Flagge und Schriftzüge über der Ziffernkombination. Bei letzteren Schildern werden nur vier bzw. fünf Ziffern verwendet und die lateinische Form des Landesnamens wird zu BHR verkürzt.
Fahrzeuge der Polizei zeigen das Polizei-Emblem am linken Rand, wohingegen sich rechts ein dunkelblaues Feld mit der Aufschrift POLICE befindet. Diplomatenkennzeichen weisen die Inschrift BAHRAIN C.D. in einem dunkelgrünen Feld am rechten Rand auf. Wie auch im Falle der Polizei werden ausschließlich Ziffern in schwarzer Farbe verwendet und im Falle kürzerer Schilder sind die farbigen Balken am oberen Rand zu finden.
Als Schriftart wird eine Variante der deutschen FE-Schrift verwendet.